# Sandie Toletti

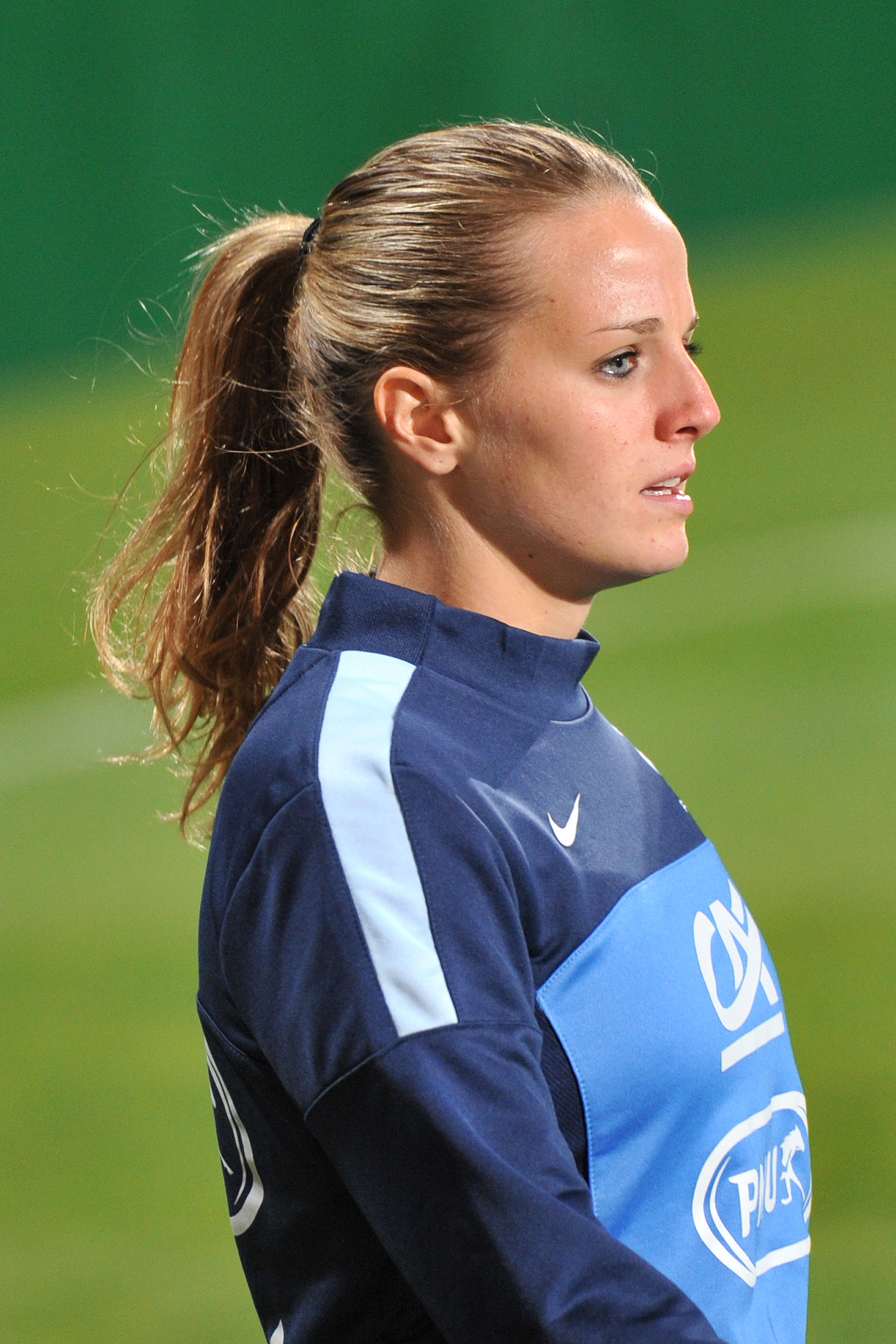
Sandie Toletti (Oktober 2013)

Sandie Rose Toletti (* 13. Juli 1995 in Bagnols-sur-Cèze) ist eine französische Fußballspielerin.

## Vereinskarriere
Sandie Toletti trat bereits als Sechsjährige dem SC Cavillargues bei. Mit elf wechselte sie zum FC Bagnols-Pont in ihrer nahe Nîmes gelegenen Geburtsstadt. 2010 holte sie der Montpellier HSC in seine Frauenfußballabteilung. Mit dessen A-Jugend-Frauschaft gewann sie 2011 und 2012 jeweils die Challenge U-19, den der Coupe Gambardella vergleichbaren nationalen Wettbewerb für Mädchenteams. Dabei schoss die offensive Mittelfeldspielerin, die zu diesem Zeitpunkt noch für die B-Jugend spielberechtigt war, im 2012er Finale gegen die U-19 des Juvisy FCF (Endstand 2:1) beide Treffer des MHSC.
Für die Frauenelf kam Toletti das erste Mal im März 2013 anlässlich des Pokal-Achtelfinales gegen AF Rodez zum Einsatz. Seit Beginn der Saison 2013/14 gehörte sie zu Montpelliers Erstligakader; mit diesem stand sie 2015 im dann allerdings verlorenen Landespokalendspiel. Im Sommer 2020 wechselte sie zu den Frauen der UD Levante nach Spanien mit denen sie in ihrer ersten Saison den dritten Platz in der Liga belegte und das Finale des Supercups erreichte. Im Spieljahr 2021/22 scheiterte sie mit ihrer Mannschaft in der Qualifikation zur UEFA Women’s Champions League am späteren Sieger Olympique Lyon und beendete die Meisterschaft auf dem sechsten Rang. Im Sommer 2022 wechselte Sandie Toletti zum Ligakonkurrenten Real Madrid.

## In der Nationalelf
Von 2010 bis 2012 hat Sandie Toletti 34 Spiele mit elf Treffern für Frankreichs U-17, seit 2013 zudem zwölf U-19-Länderspiele (fünf Tore) bestritten. Mit der U-17 nahm sie erstmals 2011 an einer Jahrgangseuropameisterschaft teil, wobei die Französinnen ebenso im Finale unterlagen wie 2012. Bei dieser zweiten Teilnahme wurde sie zur besten Spielerin des Turniers („Golden Player“) gewählt, und im selben Jahr gewann sie den B-Jugend-Weltmeistertitel. Mit Frankreichs U-19 wurde sie 2013 Europameisterin; bei der Endrunde in Wales war sie zudem mit drei Treffern die erfolgreichste französische Torschützin und wurde erneut als Golden Player ausgezeichnet, wobei die UEFA ihre Qualitäten als Spielgestalterin und Vollstreckerin („The classy No 10 was both creator and executor“) hervorhob. Toletti wurde auch in das französische Aufgebot für die U-20-WM 2014 in Kanada berufen.
Sandie Toletti war auch die erste Spielerin aus dem vielversprechenden Geburtsjahrgang 1995 von Trainer Guy Ferrier, die es zu einem Einsatz in der A-Nationalelf brachte: sie debütierte in den Schlussminuten des mit 6:0 gewonnenen Freundschaftsspiels gegen Polen am 25. Oktober 2013, vier Wochen vor Griedge Mbock Bathy, ihrer Mitspielerin in den französischen Nachwuchsfrauschaften. Philippe Bergeroo, der Trainer der Bleues, hat Toletti auch zu zwei WM-Qualifikationsspielen im November des Jahres in sein Aufgebot berufen und sie im zweiten wiederum eingewechselt. Zum Zypern-Cup im März 2014 nahm Bergeroo sie allerdings nicht mit; stattdessen spielte sie mit der U-19 beim Turnier in La Manga, wo sie beim 2:0-Auftaktsieg gegen Dänemark sowie gegen England jeweils ein Tor erzielte. Zu ihrem dritten A-Länderspiel kam sie im Herbst 2014 beim 2:0-Auswärtssieg gegen Deutschland. Für das olympische Fußballturnier 2016 nominierte der Trainer Toletti lediglich als eine von vier Reservistinnen nach, während Bergeroos Nachfolger Olivier Echouafni sie gut einen Monat später sogar in der Startelf einsetzte und sie 2017 in Frankreichs Europameisterschaftskader berief. Bis September 2017 brachte sie es auf insgesamt 13 Einsätze in diesem Kreis.
Dann allerdings dauerte es knapp dreieinhalb Jahre, ehe Echouafnis Nachfolgerin Corinne Diacre Sandie Toletti Anfang 2021 wieder in der A-Elf berücksichtigte – das dann aber auch regelmäßig in der Startformation. Deshalb fand Toletti im Aufgebot für die Europameisterschaft 2022 Berücksichtigung. Bei ihren mittlerweile 33 Einsätzen erzielte sie im Oktober 2021 ihren ersten von bislang zwei Treffern in diesem Kreis. (Stand: 23. Juli 2022)
Sie wurde für die WM-Endrunde 2023 in Australien und Neuseeland nominiert, in vier der fünf Spiele ihres Teams eingesetzt und schied mit der Mannschaft im Viertelfinale nach Elfmeterschießen gegen die Australierinnen aus.

## Palmarès
- Französische Pokalfinalistin 2015
- U-17-Weltmeisterin 2012
- U-19-Europameisterin 2013
- Auszeichnung als beste Spielerin der U-17-EM-Endrunde 2012
- Auszeichnung als beste Spielerin der U-19-EM-Endrunde 2013
- Gewinnerin des französischen U-19-Pokals: 2011, 2012